# Frans Francken I
Frans Francken I (Herentals, 1542 – Anversa, 2 ottobre 1616) è stato un pittore e disegnatore fiammingo principalmente noto per le sue grandi pale d'altare e dipinti allegorici.

## Biografia

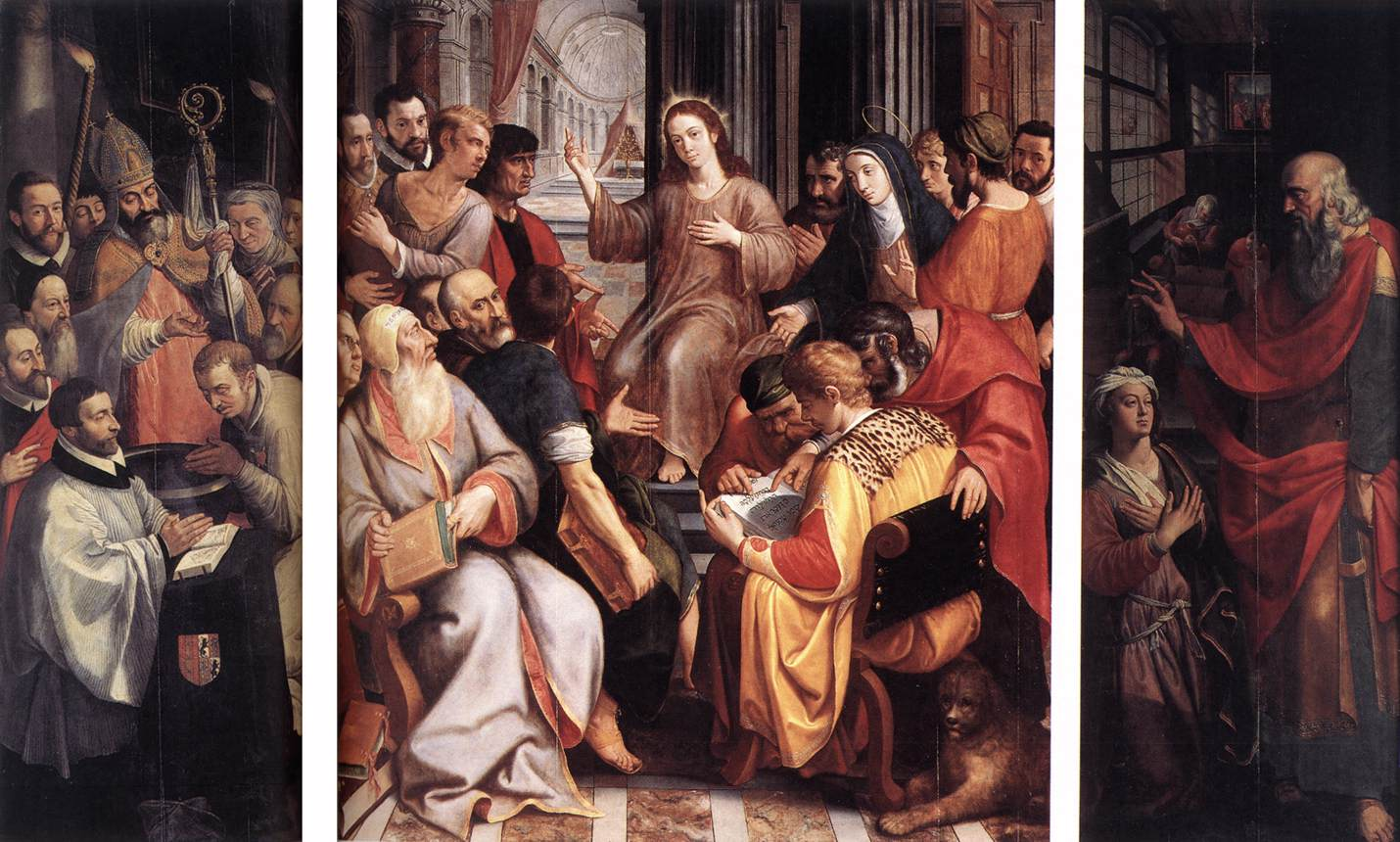
Gesù tra i dottori della legge (1587)

Apparteneva alla famiglia di pittori Francken. Figlio di Nicolaas, da cui ricevette le basi dell'educazione artistica, e fratello di Hieronymus, eseguì il suo apprendistato presso Frans Floris.
Divenuto cittadino della città d'Anversa, entrò a far parte della Corporazione di San Luca della città stessa nel 1567 e ne divenne decano nel 1588. Assieme a Maarten de Vos, Frans Floris ed al fratello Hieronymus, fu tra i principali pittori d'Anversa nel periodo della Controriforma. Dopo la furia iconoclastica, ricevette parecchie commissioni per la riesecuzione delle opere distrutte..
Nel 1575 sposò Elisabeth Mertens, da cui ebbe sei figli: Thomas, Frans, Hieronymus, Ambrosius, Magdalena ed Elisabeth.
Oltre alla realizzazione di quadri di soggetto religioso, dipinse anche soggetti storici e quadri per studiolo (kunstgalerijen). La maggior parte delle sue opere, di medie dimensioni, realizzate a colori vivaci e con forme aggraziate, risentono dell'influsso del maestro e si avvicinano come stile ai quadri di genere realizzati dal fratello Hieronymus, anch'egli appartenente alla scuola del Floris.
Furono suoi allievi il figlio Frans, Gortzius Geldorp, Herman van der Mast e Hans de Wael. Fra i suoi seguaci vi fu il "Maestro del banchetto di Baldassarre".
Quest'artista era solito firmare le sue opere con De Oude Frans Francken, firma utilizzata anche dal figlio. Questo fatto assieme alla presenza degli stessi nomi e quindi delle stesse iniziali nelle tre generazioni di pittori della famiglia Francken e la mancanza delle firme o delle iniziali in vari dipinti, rese difficoltosa l'attribuzione delle opere ai vari membri della famiglia.

## Opere
- Gesù tra i dottori della legge, olio su tavola, 250 x 220 cm (pannello centrale), 250 x 97 cm (pannelli laterali), 1587, Cattedrale di Anversa
- La storia di Tobia, olio su tela, 1600 c., Musée des Beaux-Arts, Besançon[6]
- Adorazione dei Magi, Herzog Anton Ulrich-Museum, Braunschweig[2]
- Le nozze di Cana, olio su tela, 70 × 102 cm[7]
- La storia di Ester[2]
- La salita al Calvario, Dresda[2]
- Ecce homo[2]
- La cattura di Cristo, Museo del Prado, Madrid[2]
- I vasi d'oro degli Egiziani, olio su rame, 48,5 × 65 cm, Musée des Beaux-Arts, La Rochelle[8]
- Trittico del Calvario, Museo de Bellas Artes, Siviglia[9]